# Achille Talon
 (octobre 2011).
Si vous disposez d'ouvrages ou d'articles de référence ou si vous connaissez des sites web de qualité traitant du thème abordé ici, merci de compléter l'article en donnant les références utiles à sa vérifiabilité et en les liant à la section « Notes et références ».
Pour les articles homonymes, voir Achille (homonymie) et Talon.

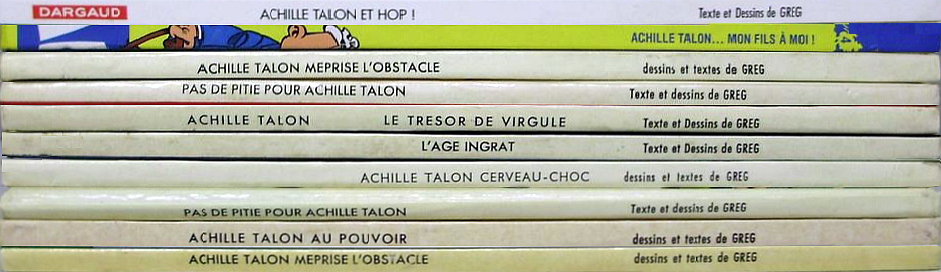
Quelques volumes d'Achille Talon.

Achille Talon est une série de bande dessinée, au personnage éponyme, créée par Greg en 1963 pour le magazine Pilote, et éditée par Dargaud. Sur les couvertures des albums, le prénom est orthographié « Ach!lle ». Le nom du personnage vient de l'expression « talon d'Achille ».
À un dessin classique (de style ligne claire), cette bande dessinée allie des dialogues recherchés et subtils, ne reculant pas devant les néologismes, les jeux de mots, les allusions littéraires et les tirades alambiquées.

## Historique

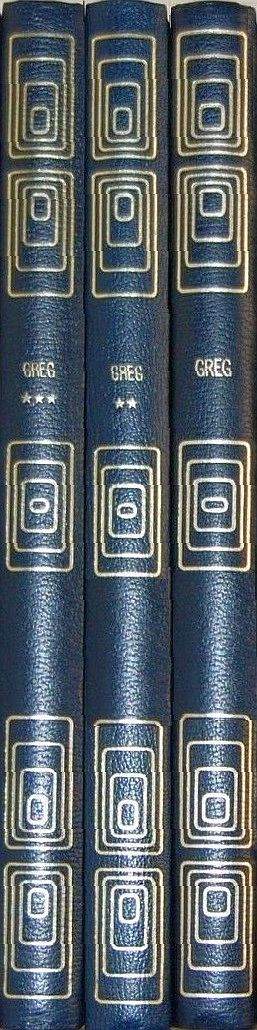
Achille Talon aux éditions Rombaldi.

Achille Talon apparaît pour la première fois le 7 novembre 1963 dans le numéro 211 du journal Pilote. Pour l'occasion, René Goscinny consacra l'éditorial du journal à la description du nouveau personnage :

« Achille Talon, cerveau-choc, est un homme plein de bonne volonté, et doué d'un savoir puisé dans une encyclopédie... à laquelle il manquait pas mal de pages. Achille Talon n'en a cure ; sûr de lui, il n'hésite jamais à se jeter à corps perdu dans les situations les plus difficiles, avec une remarquable inefficacité. »

— René Goscinny, Pilote.
Il s'agissait, à l'origine, d'une demande de Goscinny pour « boucher les trous » quand les publicités faisaient défaut. Pour ce faire, Greg voulait redonner vie au personnage Monsieur Poche d'Alain Saint-Ogan. Goscinny lui fit alors part de ses doutes quant à la réutilisation de ce personnage créé dans les années 1930 et trop marqué à son goût par son époque. Changeant les costumes et les décors, Greg inventa un héros inédit : Achille Talon, « en un quart d'heure sur un comptoir de bistrot ».
Jusqu'en 1975, il s'agit de gags sur une ou deux pages, et par la suite Achille Talon vit également des aventures plus longues publiées en albums où il se transforme, presque malgré lui, en redresseur de torts. Ce choix permit à Greg d'étoffer ses intrigues et de se moquer des malheurs du monde (l'intolérance et le fanatisme dans Le Roi des Zôtres, la bêtise et la pollution dans L'Arme du Crocodile ou encore le racisme et le militarisme dans Le Grain de la folie par exemple).
À partir de 1976, le personnage vivra des aventures plus longues avec Le Mystère de l'homme à deux têtes, enquête policière utilisant le décor d'un hôpital psychiatrique ou Le Roi des Zôtres, sur les contorsions des politiciens.
Dargaud publia, aussi, en 1975-1976, un journal dont le personnage tenait la vedette, Achille Talon magazine, qui ne vécut que le temps de six numéros.
Son auteur mort en 1999,, la série sera reprise en 2014,,.mais la série s'arrête après le 3e, des lecteurs de la série jugeant que ces albums n'ont pas la même fraîcheur.
La série a été éditée en intégrale en 2007, en 2013 puis de nouveau en 2017 ,,.

## Univers

### Les lieux d'actions
L'action des gags en une ou deux pages se déroule essentiellement en banlieue pavillonnaire de grande agglomération (les bistrots et les échoppes évoquent l'agglomération parisienne, Paris étant clairement dénommé dans l'album et hop !, page 27, et la tour Eiffel étant par exemple visible en fond de décor sur la couverture de l'album Achille Talon au pouvoir), ou lors d'escapades à la campagne le week-end ou pendant les vacances sur des sites classiques (mer, montagne). Talon se plaint sans arrêt de son voisin Hilarion Lefuneste. Tous deux se battent régulièrement, par les mots puis par les poings. Leurs conflits se déroulent fréquemment dans leurs jardins. Bien qu'étant régulièrement opposés l'un à l'autre, les deux personnages deviennent souvent des compères, notamment pour les besoins des histoires longues. Les récits complets, au contraire des gags, emmènent souvent les héros loin des grandes agglomérations habituelles. Il peut s'agir de la campagne : L'Esprit d'Éloi, Achille Talon et le Monstre de l'étang Tacule, voire à l'étranger, l'Amérique du Sud dans le Trésor de Virgule et dans Viva papa !, l'Afrique dans Achille Talon et le coquin de sort, New York dans Achille Talon et l'Appeau d'Ephèse, un improbable pays d'Europe centrale dans Le Roi des Zôtres, ou une île tropicale dans Achille talon et le grain de folie.

### Style de texte
Achille Talon l'érudit est reconnu pour les qualités de son dialogue brillant et fin, rempli d'allusions culturelles et de calembours savoureux, qui lui valent de figurer par pages entières dans les manuels scolaires, et de faire l'objet de plusieurs thèses de doctorat en France, en Belgique et au Canada. À ce sujet, Greg dit que la prolixité d'Achille Talon lui a été inspirée par l'un de ses professeurs de physique : « Il était capable de discourir pendant une heure, sans s'arrêter. Quand le cours de physique nous ennuyait, on s'arrangeait pour le mettre en piste sur n'importe quoi, et il nous parlait jusqu'à ce que la sonnerie retentisse… »
Pour apprécier le langage complexe et richissime des aventures d'Achille Talon, il est généralement nécessaire de relire plusieurs fois les albums pour s'habituer au style d'une part, et aux personnages d'autre part. Les phrases sans adjectifs ou aisément comprises par des enfants sont extrêmement rares. Par exemple, lorsque Lefuneste déclare d'un oisillon perdu et recueilli par Achille Talon qu' « il est hideux », Talon lui répondra « Jalousie d'épouvantail complexé », au lieu de tout simplement désapprouver. De plus, les nombreux jeux de mots et autres tournures rendent la série difficilement traduisible ; pourtant, cela n'a visiblement pas découragé certains traducteurs puisque les albums ont été traduits en de nombreuses langues.

### Personnages
- Achille Talon, prototype de l'antihéros (un « gros bourgeois bavard » d'après Goscinny) : quadragénaire ventripotent (93 kg[13]) au nez énorme et à la calvitie généreuse, petit-bourgeois suffisant et vaniteux, célibataire (malgré ses projets de mariage avec Virgule de Guillemets, marquise de son état), velléitaire et maladroit, individualiste et narcissique, grandiloquent sinon prolixe, aimant pontifier (il se présente habituellement comme « Achille Talon, érudit ») - si l'on en croit son auteur, « il est généreux, mesquin, pacifiste, agressif, progressiste, bourgeois, désintéressé, jaloux, intrépide et quelque peu capon. En somme, brave et honnête comme vous et moi... ». Achille Talon conduit une Achilles 1908[14] ;
- son père Alambic Dieudonné Corydon Talon, moustachu éthylique, grand amateur de bière, pragmatique, mais plein de ressources inattendues ; physiquement, il est l'exact sosie de son fils (ou plutôt l'inverse), avec une énorme moustache rousse en plus ;
- sa mère Maman Talon, toujours soucieuse du bien-être de son fils (« mon Chichille à moi »), sait parfois troquer sa douceur de ménagère pour des méthodes plus radicales face à l'adversité ;
- Hilarion Lefuneste, son navrant voisin-par-la-force-des-choses, qu'il considère comme un « cuistre » et un « Béotien ». Greg s'est inspiré de ses propres traits pour le dessiner ;
- la marquise Virgule de Guillemets (« La fille du Maréchal. Celui qui avait épousé la Princesse. », « Trois fois couverture de Jour de Passy »), sa fiancée, chic et snob, qui ne fréquente que la haute société et les œuvres de charité. Elle est sans cesse accompagnée de sa camériste Hécatombe Susure (même lors d'une prise d'otage). Hécatombe est aussi sensuelle que paresseuse, laide et désobéissante et très déterminée dans ses volontés, un gangster américain dont elle devint la femme l'apprit à ses dépens...
- Vincent Poursan, incarnation et parodie du petit commerçant mesquin et mercantile ;
- le médecin (dont le nom et la spécialité changent mais dont l'allure grande, maigre, binoclarde ne varie pas) qui symbolise le corporatisme intéressé moqueur et mercantile (là encore) de cette profession. Il meurt — littéralement — de rire devant son client à force de se moquer de la maladie (probablement ridicule) que ce dernier aurait attrapée... De temps à autre il lui arrive de s'extasier devant le problème de son patient (« Oh le beau cas. ») ;
- Laszlo Zlotz, ami étranger de Talon à la syntaxe et à la grammaire plus que singulières...
- Pétard, le canard apprivoisé d'Achille Talon, toujours coiffé d'un béret, rencontré pour la première fois et adopté dans l'album L'Esprit d'Éloi ;
- Samson Fo-Pli, professeur géologue rencontré par Achille Talon dans les albums Le grain de la folie et La loi du bidouble. Lefuneste le décrit comme le seul personnage intelligent qu'on peut rencontrer dans les aventures d'Achille Talon ;
- le major Hercule Lafrime, militaire en retraite obsédé par les choses tenant à l'armée. Il va parfois aider le héros dans ses requêtes ;
- autres personnages : le marquis Constant d'Anlayreur, le docteur Amédée Funchéry, le docteur Pécule (médecin sadique), l'agent Sifflet, le docteur Basile Defou, Attila Fléaudedieu (un vague cousin qui le martyrisait), M. Larjan-Content, son fils Bastien-Robert Larjan-Content, le général Samuel S. Surrender, Omer van den Katastrofendonk (l'imprimeur), le Duc Arthur de Glouswallow 14e du nom, Colorado Jules, Domisoldo Diez, Béotien (l'oncle de Lefuneste), Barnabé Sonnet, le brigadier Homère Veille, Séraphin Dumonde (peintre naïf), Adam de Baistiolle (ami des animaux), le grand sorcier Kutouffu, le ministre Molloptiga, Aubert Talor, Toussaint Glinglin, M. Pactoll (banquier), le roi Abzkon XIII, le lieutenant de la Patellerie et le sous-lieutenant Leretressy (Gontran), les frères Petitgibet (Anthrax, Polype et Comédon), Hector Pédot (garagiste), Honeywax etc.
- les "méchants" (souvent ridicules) : Sigismond Sonnet, Folgore Pastaga et son chauffeur Rocco, Lucien-Louis et Jean-Philippe, le capitaine Kinapa K'Dezami, Trifide Bident, Rheingard van Daag, Séraphin Sillon-Labour, Caroline Crag, le Docteur Fluquesion, le gourou Kaffourbh Simuhl, André Pugnan-Lodyeu, Dominique Nocuitez, Omer Alphonse Leubemans, Jules Ferdinand Pinasse, le général Ahuéhadia, le docteur Chacal (alias Mister Bide), le docteur Grelot, Edgar Aubin Gavial, Foster A. Lamess, etc.

### Le journalPolite
Polite est le journal où travaille Achille Talon, parodie évidente du journal Pilote où les aventures d'Achille Talon étaient publiées. De nombreuses personnes de la rédaction s'y retrouvent ainsi caricaturées (leurs noms n'étant cependant que rarement cités). Polite est à la fois une anagramme du titre parodié, et le mot anglais qui signifie poli, policé (alors que le rédacteur en chef de Polite se fait rarement prier pour proférer des insanités). Le slogan de Polite est « Bonsoir ! Quel périodique ! » (celui de Pilote était « Mâtin ! Quel journal ! »).
Deux personnes apparaissent en particulier :
- René Goscinny lui-même (présenté en tyrannique rédacteur en chef de Polite, le patron qui dit « NON »). Le personnage est dessiné comme un nabot coléreux aux dents acérées, alors que le véritable René Goscinny était de taille normale, d'où la surprise de certaines personnes qui le rencontraient pour la première fois : Mais vous n'êtes pas petit ![1] ;
- Jean-Michel Charlier est présenté comme un gros qui mange des sandwiches en permanence à la rédaction de Polite.

D'autres figures apparaissent parfois également :
- Georges Dargaud, le président-directeur général ;
- Gérard Pradal, rédacteur en chef adjoint ;
- Guy Vidal, reporter, puis rédacteur en chef ;
- Claude Moliterni, directeur littéraire et critique de bande dessinée ;
- Patrick Verdin, directeur littéraire ;
- Michèle Henry, secrétaire de rédaction ;
- Marie-Ange Guillaume, secrétaire éditoriale ;
- Michel Lieuré, directeur droits étrangers ;
- Gotlib, dessinateur ;
- Fred, dessinateur ;
- Reiser, dessinateur ;
- Gébé, dessinateur ;
- Hugo Pratt, dessinateur ;
- Bilal, dessinateur ;
- Michel Greg lui-même, dessinateur et créateur d'Achille Talon.

## Albums
1. Les Idées d'Achille Talon, cerveau-choc ! (1966)
2. Achille Talon aggrave son cas ! (1967)
3. Achille Talon persiste et signe (1969)
4. Mon fils à moi ! (1970)
5. L'Indispensable Achille Talon (1971)
6. Achille Talon au pouvoir (1972)
7. Les Insolences d'Achille Talon (1973)
8. Achille Talon méprise l'obstacle (1973)
9. Les Petits Desseins d'Achille Talon (1974)
10. Le Roi de la science-diction (1974)
11. Brave et honnête Achille Talon (1975)
12. Achille Talon au coin du feu (1975)
13. Pas de pitié pour Achille Talon (1976)
14. Le Mystère de l'homme à deux têtes (1976) - prépublié dans Le Parisien libéré (quotidien) et dans Tintin (hebdomadaire, édition française)
15. Le Quadrumane optimiste (1976) - prépublié dans Le Parisien libéré et dans Tintin (éd. française)
16. Le Trésor de Virgule (1977) - prépublié dans Le Parisien libéré et dans Tintin (éd. française)
17. Le Roi des Zôtres (1977) - prépublié dans Le Parisien libéré et dans Tintin (éd. française)
18. Le Coquin de sort (1977) - prépublié dans Le Parisien libéré et dans Tintin (éd. française)
19. Le Grain de la folie (1978) - prépublié dans Le Parisien libéré et dans Tintin (éd. française)
20. Viva Papa ! (1978) - prépublié dans Le Parisien libéré
21. Ma vie à moi (1978)[15]
22. Le sort s'acharne sur Achille Talon (1979)
23. Achille Talon et la Main du serpent (1979[16]) - prépublié dans Le Parisien libéré
24. L'Âge ingrat (1980) - prépublié dans Le Pèlerin et dans Le Parisien libéré
25. L'Esprit d'Éloi (1980) - prépublié dans Le Pèlerin et dans Le Parisien libéré
26. L'Arme du crocodile (1980) - prépublié dans Le Parisien libéré et dans VSD
27. Ne rêvons pas (1981) - prépublié dans Le Pèlerin et dans Le Parisien libéré
28. L'Insubmersible Achille Talon (1981)
29. La Loi du bidouble (1981) - prépublié dans Le Pèlerin et dans Le Parisien libéré
30. Achille Talon a un gros nez (1982)
31. Il n'y a (Dieu merci) qu'un seul Achille Talon (1982)
32. La Traversée du disert (1982) - prépublié dans Le Pèlerin et dans Le Parisien libéré
33. La Vie secrète du journal... Polite ! (1983)
34. L'Incorrigible Achille Talon (1983)  (ISBN 978-2-205-04959-6 et 978-2-205-04959-6)
35. Achille Talon à bout portant (1984)  (ISBN 978-2-205-05021-9 et 978-2-205-05021-9)
36. Achille Talon n'a pas tout dit (1984)  (ISBN 978-2-205-05018-9 et 978-2-205-05018-9)
37. L'Archipel de Sanzunron (1985) - Originellement publié dans le journal du personnel du Crédit Lyonnais
38. Achille Talon contre docteur Chacal et mister Bide ! (1987)  (ISBN 978-2-205-05019-6 et 978-2-205-05019-6)
39. Talon (Achille pour les dames) (1989)
40. Achille Talon et le Monstre de l'étang Tacule (1989)
41. L'Appeau d'Éphèse (1991)
42. Le Musée Achille Talon (1996)
43. Achille Talon a la main verte (1998) (dessin Roger Widenlocher, scénario Christian Godard)[17]
44. Tout va bien ! (2000) (dessin Roger Widenlocher, scénario Didier Christmann, sous le pseudonyme de Brett)  (ISBN 978-2-205-04914-5)
45. Le Maître est Talon[18] (2001)  (ISBN 978-2-205-05126-1)
46. Le Monde merveilleux du journal Polite (2004) (dessin Roger Widenlocher, scénario Herlé et Brett)  (ISBN 978-2-205-04959-6)
47. Achille Talon crève l'écran (2007) (dessin Moski, scénario Pierre Veys)
48. Achille Talon n'arrête pas le progrès (2009) (dessin Moski, scénario Pierre Veys)

- Albums publicitaires :
  - Achille Talon vous salue bien (1976)
  - Achille Talon fait son ménage (1976)
- Achille Talon, best of : 40 ans, 40 gags (ISBN 978-2-205-05555-9)

À sa disparition le 29 octobre 1999, Greg laisse une dernière aventure inachevée entamée en 1992. L'histoire commençait sur le rachat involontaire de 151 îles par une multinationale. La société doit se débarrasser très vite de la dernière île sous peine de tomber sous une loi anti-trust, île qui tombe entre les mains de Talon et de Lefuneste. Cette œuvre n'a pas été complétée par les successeurs de Greg. Les albums publicitaires Achille Talon vous salue bien et Achille Talon fait son ménage (recueils que Shell a distribués en échange de points de fidélité) indiquaient que l'album suivant L'Appeau d'Ephèse s'intitulerait L'Île Aytaytt Hunfoa.
Cela dit, ne désirant pas que sa série meure avec lui, Greg avait désigné de son vivant ses successeurs en Christmann (alias Brett) et Roger Widenlocher, qui ont sorti de nouveaux albums, mais uniquement composés de gags en une ou deux pages.
En 2014, Dargaud relance la série sous le titre Les impétueuses tribulations d'Achille Talon, confiée à Fabcaro et Serge Carrère. Malgré un bon début, cette reprise ne séduit pas le public et s'arrête au troisième album.
- Tome 1 : Achille Talon est un homme moderne (2014)
- Tome 2 : Achille Talon a su rester simple (2015)
- Tome 3 : Achille Talon est proche du peuple (2017)

## Adaptations

### Dans la publicité
Achille Talon servit de support à de nombreuses marques. Notamment, l'album L'Archipel de Sanzunron était originellement une commande du Crédit lyonnais en 1980. L'histoire complète comprend 46 pages. Elle a été publiée à raison de 4 pages par mois ajoutées dans la revue interne destinée au personnel La Vie au Crédit Lyonnais. À la fin, une chemise servant de reliure et de couverture a été offerte afin de regrouper l'histoire complète. Probablement peu d'employés de cette époque ont conservé cet album. En 1995 Achille Talon a servi pour une publicité de la Chambre des notaires du Québec à la télévision. L'agent Dussiflet y figure aussi sur des affiches promouvant la vigilance contre les vols dans les autos dans les stationnements de l'Agence métropolitaine de transport.
Des albums publicitaires ont été édités par Shell, à savoir :
- Tome 1 : Achille Talon vous salue bien, qui contient des extraits des tomes 7, 28, 30, 34 et 35 cités précédemment ;
- Tome 2 : Achille Talon fait son ménage, qui contient des extraits des tomes 4, 5, 8 et 21 cités précédemment ;

Au moins deux autres ont été édités par Dargaud pour Esso : 
- Ach!lle Talon en vacances (1999) ;
- Et Hop ! (2000). Ce dernier reprend la couverture d'un numéro d’Achille-Talon-Magazine.

D'autres ont été édités par Dargaud au profit de Citroën, tel Achille Talon en vadrouille qui reprend la couverture de Achille Talon aggrave son cas.

### Achille Talon magazine
Devenu un des phares du magazine Pilote et avec de bons chiffres de ventes d'albums, Achille Talon eut droit à son propre magazine. Lancé en octobre 1975, le premier numéro du mensuel Achille Talon magazine se vendit à 60 000 exemplaires. Un chiffre insuffisant aux yeux de l'éditeur à une période où la première crise du pétrole venait de frapper entraînant une montée exorbitante du cours du papier. Seul le numéro 0 avait donc un papier de meilleure qualité et un format plus grand que les six autres numéros qui suivirent.

### Série télévisée d'animation
Une série télévisée en 52 épisodes de 26 minutes a été réalisée pour Canal + en 1996. C'est d'ailleurs Greg en personne qui a tenu le rôle d'Hilarion Lefuneste.
Le dessin animé a été produit par Saban International de 1996 à 1997. Chaque épisode est décomposé en deux histoires courtes. Il a été diffusé en France pour la première fois le 3 septembre 1997 dans l'émission C + Cléo sur Canal +.
Dans le dessin animé, Achille Talon remplace les super-héros qui ne peuvent assurer leurs obligations, et arrive toujours à faire triompher la justice grâce à une chance exceptionnelle. La série a été diffusée dans les pays anglo-saxons, en réutilisant le nom américain de Walter Melon.

### Traductions
Achille Talon fut traduit en douze langues :
- Walter Melon (anglais) ;
- Albert Enzian (allemand) ;
- Olivier Blunder (néerlandais) ;
- August Julius ou Peter Pjusk (danois) ;
- Julius Jensen ou Totto Talong (norvégien) ;
- Aquiles Talón (espagnol ; Le journal Mortadelo, Editorial Bruguera ; et TBO à l'époque d'Ediciones B) ;
- Aquil·les Taló (catalan) ;
- Alla Kala (islandais) ;
- Αχιλλέας Τάλον (Achilléas Talon) (grec) ;
- Akilles Jänne (finnois).

Achille Talon conserva son nom original en Indonésie et au Portugal.
Le vocabulaire particulier d'Achille Talon, riche en calembours et en jeux de mots, posa de nombreux problèmes aux traducteurs. Greg, qui tenait à relire les traductions anglaise, italienne et espagnole de ses albums, raconta que son traducteur ibérique, devant l'impossibilité de traduire un texte, inventa un gag à part entière que Greg racheta pour l'adapter plus tard en français.

#### Version anglaise
Dans les années 1970, seuls les gags où apparaissait le père d'Achille étaient traduits dans la presse britannique. Greg expliquait cela par le fait que le père Talon ressemblait, « avec sa moustache rousse, son chapeau melon, son plastron et sa chope de bière », en tout point à un « parfait cockney ».
En 1981, l'album Magnesia's Treasure, version entièrement redessinée du Trésor de Virgule, est proposé sur le marché nord-américain mais l'expérience n'obtint cependant pas de succès et s'arrêta là. Greg expliqua ainsi cet échec : « Talon ne fait pas rire les Américains. Je crois que c'est un peu trop compliqué pour eux... En général, les journalistes yankees m'interviewaient pour me demander ce que signifiait Hop ! et Bof !... Ils avaient un peu de mal à comprendre ces interjections... Le reste aussi, d'ailleurs, j'en ai bien peur ! ».